# Joan Riudavets Moll
Joan Riudavets i Moll (Es Migjorn Gran, 15 de desembre de 1889 - 5 de març de 2004) va esdevenir la persona més vella d'Europa després de la mort de Maria Teresa Fumarola Ligorio, al maig del 2003, i l'home més vell del món després de la mort de Yukichi Chuganji, al setembre de 2003. Va morir mesos després de complir els 114 anys.
Joan Riudavets va viure sempre al seu poble des Migjorn Gran a Menorca, i va treballar en el negoci familiar del calçat. Es va mantenir en un estat de salut excel·lent tota la seva vida. Com a anècdota, cal dir que als 110 anys encara anava amb bicicleta.
Republicà de jove i amb idees liberals, Joan Riudavets havia estat regidor del seu poble, es Migjorn Gran. En els últims anys, era una persona molt coneguda a Menorca, pel seu caràcter obert i afable i la seva extraordinària longevitat.
Cal dir que dos dels seus germans també van arribar a ser persones centenàries: Perico (1900 - 2006) i Josep (1907 - 2009).
La seva mare, en canvi, va morir als 25 anys, poc després de néixer ell.